# Lingue oghuz
Le  lingue oghuz costituiscono un ramo della famiglia delle lingue turche e sono parlate da più di 150 milioni di persone  in un'area che va dai Balcani alla Cina.

## Origine della parola
Il termine Oghuz viene utilizzato per identificare il ramo sud-occidentale delle lingue turche, come il turco, la lingua azera e il turkmeno, le quali sono parlate principalmente in Turchia, Azerbaigian, Turkmenistan, Iran e Siria. Lingue oghuz minori sono il Qashqai, il gagauzo, il khorasani, il Salar, mentre il tataro di Crimea è appartenente a un altro gruppo di lingue turciche, cioè quello kypchak, ma è pesantemente influenzato dalle lingue oghuz. Nell'VIII secolo d.C., le tribù Oghuz migrarono verso l'Asia centrale, poi cominciarono a diffondersi attraverso l'Asia e la Corasmia, arrivando fino al Medio Oriente e ai Balcani.